# Грицики східні
Грицики східні (Capsella orientalis) — вид рослин родини капустяні (Brassicaceae); поширений у Євразії від сходу України до Монголії.

## Опис
Однорічна рослина 10–30(40) см заввишки, сіро-зелена, внизу густо-волосиста. Прикореневі листки численні, у розетці, на довгих ніжках, від суцільних до перисторозсічених, 3–8 × 1–1.5 см. Стеблові листки дрібніші, сидячі, довгасті або ланцетні, верхні майже лінійні. Китиці подовжуються після відцвітання до 5–15 см. Чашолистки яйцюваті, блідо-зелені. Пелюстки палеві, 1.5–2.5 мм завдовжки, зворотно-яйцюваті, до основи клиноподібно звужені. Стручечки трикутно-серцеподібні, 5–7 мм завдовжки і 4–5 мм ушир, нагорі з виїмкою, до 1 мм глибини.
Період цвітіння: квітень — червень.

## Поширення
Поширений у Євразії від сходу України до Монголії. Населяє сухі степи, кам'янисті схили, галькові й обривисті береги річок; на рівнині і в гірсько-степовому поясі.
В Україні вид зростає поблизу житла й доріг, на пасовищах і в засміченим місцях — у Харківській і Луганській областях.